# Góry Trzebiatowskie
Góry Trzebiatowskie – wieś w Polsce położona w województwie łódzkim, w powiecie opoczyńskim, w gminie Mniszków.
Wieś położona jest w Sulejowskim Parku Krajobrazowym w odległości 3 km od Zalewu Sulejowskiego. Miejscowość o charakterze rolniczym, leśnym i turystycznym. Dojazd do miejscowości Bukowiec nad Pilicą, Karolinów, Twarda lub Tresta.
W latach 1975–1998 miejscowość administracyjnie należała do województwa piotrkowskiego.
Wierni Kościoła rzymskokatolickiego należą do parafii Narodzenia NMP i św. Mikołaja w Błogich Szlacheckich.